# Аркесден, Томми
То́мас А́ртур А́ркесден (англ. Thomas Arthur Arkesden; июль 1878 — 25 июня 1951), также известный как Томми Аркесден и Том Аркесден — английский футболист, выступавший на позиции нападающего-инсайда.

## Футбольная карьера
Начал карьеру в клубе «Бертон Уондерерс». В 1898 году перешёл в «Дерби Каунти», выступавший в Первом дивизионе. В 1901 году стал игроком «Бертон Юнайтед». В феврале 1903 года был продан в «Манчестер Юнайтед» за 150 фунтов. Дебютировал за «Манчестер Юнайтед» 14 февраля 1903 года в матче против «Блэкпула». Свой первый гол за «Юнайтед» забил 9 марта 1903 года в матче против лондонского клуба «Вулидж Арсенал». Всего провёл за «Манчестер Юнайтед» 79 матчей и забил 33 гола. В июле 1907 года перешёл в клуб «Гейнсборо Тринити».